# HAL 9000

Kamera komputera HAL 9000

HAL 9000 – fikcyjny komputer przedstawiony w książce 2001: Odyseja kosmiczna Arthura C. Clarke'a i w filmie o tym samym tytule w reżyserii Stanleya Kubricka.

## Opis
Został uruchomiony w laboratoriach HAL w Urbana, Illinois, 12 stycznia 1997 (w filmie: 1992). Jego pierwszym instruktorem był dr Chandra (w filmie: Pan Langley). Jako największe osiągnięcie przemysłu informatycznego i najbardziej zaawansowany projekt sztucznej inteligencji, został zainstalowany na statku Discovery One jako kontroler misji. Zarządza wszystkimi aspektami technicznymi misji i kontroluje jej przebieg, a także jako jedyny zna prawdziwy cel wyprawy. Jego interfejs został zoptymalizowany pod kątem komunikacji z człowiekiem – komunikacja głosowa i bardzo rozwinięty podsystem emocjonalny czynią go rozmówcą o intelekcie człowieka.
Podczas lotu ku księżycowi Saturna (w powieści) lub ku Jowiszowi (w filmie) HAL po udowodnieniu mu pomyłki, być może pod wpływem Monolitu, buntuje się przeciw ludzkiej załodze (9 lat później okazuje się, że było to wynikiem otrzymania sprzecznych poleceń, co sprawiło, że chciał najlepiej je zinterpretować i popadł w tzw. pętlę Hofstadtera-Möbiusa). Zabija wszystkich członków załogi, z wyjątkiem dowódcy, Davida Bowmana, który wyłącza wyższe funkcje HAL-a, pozostawiając systemy odpowiedzialne za funkcjonowanie statku i utrzymanie warunków życia jednoosobowej już załogi. W czasie „agonii” HAL powoli zaczyna tracić swoją świadomość; jest wyraźnie przestraszony („Dave, will you stop?” – „Dave, przestaniesz?”; „My mind is going. I can feel it” – „Mój umysł odchodzi. Czuję to.”). Ostatecznie śpiewa piosenkę Daisy Bell i traci „świadomość”.
W książce A.C. Clarke'a 2010: Odyseja kosmiczna i jej ekranizacji w reżyserii Petera Hyamsa, po 9 latach HAL zostaje przywrócony do życia przez dr. Chandrę, członka załogi amerykańsko-radzieckiej misji statku Leonow. Gdy załoga Leonowa dowiaduje się, że dalsze przebywanie w rejonie Jowisza jest niebezpieczne, jedynym wyjściem jest szybki powrót z wykorzystaniem Discovery jako pierwszego członu rakiety, HAL daje się przekonać do poświęcenia statku i siebie. Gdy Jowisz eksploduje, stając się małą gwiazdą, HAL zostaje przemieniony w istotę niematerialną, taką, jaką wcześniej stał się David Bowman.
W filmie głos Hala ma akcent kanadyjski jako mniej przyciągający uwagę, a przez to bardziej niepokojący; pierwotnie teksty nagrywał brytyjski aktor z charakterystyczną wymową Cockney, następnie rolę powierzono Douglasowi Rainowi z Kanady.
Motyw HAL 9000 występuje w utworach Brain Bypass Combichrista, i Dark 1.2 Darkspace oraz IBM Rechenzentrum.